# Чероп, Шарон
Шарон Джемутаи Чероп — кенийская легкоатлетка, бегунья на длинные дистанции, которая специализируется в марафоне. Бронзовая призёрка чемпионата мира 2011 года с результатом 2:29.14. Бронзовая призёрка чемпионата мира среди юниоров 2000 года в беге на 5000 метров. Победительница Гамбургского марафона 2012 года. В 2011 году заняла 3-е место на Бостонском марафоне. 
В 2012 году стала победительницей Бостонского марафона. На Дубайском марафоне 2012 года заняла 7-е место с личным рекордом — 2:22.39.
Победительница Туринского марафона 2012 года с рекордом трассы 2:23.57.

## Сезон 2014 года
В 2014 году приняла участие в двух полумарафонах. 2 марта заняла 2-е место на Римском полумарафоне — 1:08.51. 21 апреля финишировала шестой на Бостонском марафоне, показав время 2:23.00.
26 октября заняла 2-е место на Франкфуртском марафоне — 2:23.44.